# Agnosthaetus chiasma
Agnosthaetus chiasma (лат.) — вид жуков-стафилинид рода Agnosthaetus из подсемейства Euaesthetinae (Staphylinidae). Эндемик Новой Зеландии. Название происходит от латинизированного греческого слова chiasma, что означает две линии, пересекающиеся, как греческая буква хи (Χ χ), имея в виду борозды переднеспинки отчётливой формы, которые несколько напоминают форму хромосом во время клеточной метафазы.

## Описание
Мелкие жуки-стафилиниды, длина около 3 мм. Основная окраска красновато-коричневая. Данный вид можно отличить от всех других видов из рода Agnosthaetus с базальным ментальным зубцом по сочетанию слабой микроскульптуры головы, характерных хромосомообразных медиальных борозд переднеспинки с косо отклоненными вершинами, но продолжающимися в виде пунктур, отсутствие заднегрудного плеврального гребня. Апикальный край лабрума несёт 17—20 зубцов у самцов и 16—20 у самок. Крылья отсутствуют. Голова, пронотум и надкрылья гладкие. Глаза крупные (занимают почти половину боковой стороны головы). Усики 11-члениковые. Нижнечелюстные щупики состоят из 4 сегментов, а нижнегубные 3-члениковые. Лабиум с парой склеротизированных шипиков. III—VII-й абдоминальные сегменты без парасклеритов. III-й абдоминальный тергит слит со стернитом, образуя кольцевидный сегмент. Базальный членик задних лапок отчётливо вытянутый и длиннее двух последующих тарзомеров. Обладают формулой лапок 5—5—4.
Фенология: наибольшее число находок сделаны с ноября по январь. Местообитание: болото, подокарповый лес и лес из Nothofagus. Образцы были взяты просеиванием опавших листьев и из бревен, мхов, грибов, оконных ловушек, береговых отбросов рек, под падалью и опрыскиванием старых бревен пиретрумом. Высота над уровнем моря: 65-600 м.

## Систематика
Вид был впервые описан в 2011 году американским энтомологом Дэйвом Кларком в 2011 году (Clarke, 2011) и включён в состав рода Agnosthaetus. Этот вид больше всего похож на Agnosthaetus brounides, но поскольку этот вид и родственный ему вид Agnosthaetus bisulciceps обладают хорошим сочетанием диагностических признаков, A. chiasma можно спутать с Agnosthaetus rodmani. Помимо признаков в диагнозе, от этого вида его можно отличить по слабой микроскульптуре головы, отсутствию микроскульптуры по бокам груди и наличию лишь одной щетинки на каждом надкрылье. Эдеагус этого вида наиболее близок к A. brounides, но наиболее существенно отличается от этого вида тем, что парамер отчетливо закручен на вершине, так что вершинная часть параллельна срединной лопасти. Подобно A. brounides, парамер имеет две щетинки на вершине, но одна из более крупных щетинок расположена на вентральной стороне парамера.